# Fonseca (Colombia)
Fonseca is een gemeente in het Colombiaanse departement La Guajira. De gemeente, gelegen in een topografische depressie tussen de Sierra Nevada de Santa Marta in het noordwesten en de Serranía del Perijá in het zuidoosten, telt 26.881 inwoners (2005). Door de depressie stroomt de rivier de Ranchería.
- Library of Congress Control Number: n2003041856
- Nationale Bibliotheek van Israël: 987007484747105171
- Virtual International Authority File: 131546948

Albania · Barrancas · Dibulla · Distracción · El Molino · Fonseca · Hatonuevo · La Jagua del Pilar · Maicao · Manaure · Riohacha · San Juan del Cesar · Uribia · Urumita · Villanueva